# Guillaume Grivel
Guillaume Grivel (né le 16 janvier 1735 à Uzerche où il est mort le 17 octobre 1810) est un écrivain et avocat français.

## Biographie
Après avoir fait son droit, Grivel exerça la profession d'avocat au barreau de Bordeaux. Installé à Paris, il publia plusieurs ouvrages et occupa le poste de professeur de législation à l'époque de la création des écoles centrales. Grivel était membre des académies de La Rochelle, Dijon, Rouen ainsi que de la Société philosophique de Philadelphie.

## Publications
- L'Ami des jeunes gens, 1764.
- Nouvelle bibliothèque de littérature, d'histoire, etc., ou choix des meilleurs morceaux tirés des Ana, Lille, 2 vol., 1765.
- Théorie de l'éducation, 1775.
- L'Isle inconnue, ou Mémoires du chevalier Des Gastines, 6 vol., 1783-1787.
- Participation à la rédaction de l'Encyclopédie méthodique, pour les quatre volumes consacrés à l'Économie politique et diplomatique, parus de 1784 à 1788.
- Mélanges de philosophie et d’économie politique, Paris, Briand, 1789
- Principes de politique, de finance, d'agriculture, de législation, 1790.